# Сражение при Алаво
Сражение при Алаво произошло 5 (17) августа 1808 между шведскими и русскими войсками.

## Перед сражением
После неудачного для русских боя при Лаппо, 2 июля 1808 года, генерал Раевский, командовавший центральной группой войск, удерживавшихся в Финляндии на фронте Ваза — Куопио — Сердоболь, отошёл по дороге на Тавастгус, сперва к Сальми, а затем к Алаво.
Одновременно с этим, боковой авангард Янковича ди Мириево, связывавший Раевского с войсками Барклая де-Толли, удерживавшимися в Куопио, был оттянут от Линтулакса к Сауриярви. В указанном положении, Раевский (имея не более 6000 войска) ожидал дальнейшего наступления превосходящего в силах противника.
Благоприятная для отдельного поражения Раевского обстановка не была использована шведским главнокомандующим Клингспором: он продолжал оставаться в бездействии у Лаппо, а потом у Салми, ограничиваясь партизанской войной на сообщениях Раевского, дабы принудить его к отступлению. Наиболее чувствительным для русских было нападение на Виртойс, где, в точке пересечения системы Сатакундских озёр с дорогой Ваза—Тавастгус, был головной склад продовольственных и боевых припасов для войск Раевского. В течение нескольких дней Раевский был совершенно отрезан от своего тыла; население поддерживало партизан и принять против них какие-либо действительные меры не представлялось возможным. Солдаты Раевского поддерживали своё существование кореньями, грибами, найденным в опустошенных полях полусгнившим картофелем и тому подобным.
При таком тяжком положении вещей, Раевский 11 июля созвал военный совет (генералы Демидов, Янкович, Казачковский и полковники Эриксон, Фролов, Штегман, Турчанинов и Кульнев). Военный совет единогласно решил отходить к Ервескюля; решение это было одобрено графом Каменским, присланным графом Буксгевденом стать во главе корпуса Раевского, к которому отовсюду стягивались подкрепления.
Едва не захваченный по пути партизанами, Каменский, приняв командование, повёл войска от Ервескюля на юг, вдоль западного берега озера Пейяне, и остановился на высоте Таммерфорса. Всего у Каменского было 10500 человек с 38 орудиями.
1 августа Каменский выдвинул авангард Властова к Сауриярви, а два боковых отряда (Эриксона и Сабанеева) к Руовеси и Кеуру (переправы на линии Сатакундских озёр). План графа Каменского заключался в том, чтобы, прикрывшись отрядами Сабанеева и Эриксона, быстро устремиться через Эрвескюля на Сауриярви — Линтулакс и атаковать Клингспора у Сальми с угрозой его сообщениям с Вазою и Гамлекарлебю. Однако, этому смелому решению не суждено было осуществиться.
2 августа Каменский выступил из Ервескюля, и Эриксон, соединясь с Сабанеевым, двинулся на Алаво, рассчитывая привлечь на себя шведов таким наступлением. Но уже 6 августа, на пути к Линтулаксу, Каменский получил донесение о поражении соединённых отрядов Эриксона и Сабанеева при Алаво.

## Ход сражения
Столкновение это произошло следующим образом.
Граф Клингспор, получив донесение о появлении русских войск, как вблизи Алаво, так и у Сауриярви, заключил, что русские намерены действовать против него и с фронта, и в обход левого фланга; на созванном им военном совете, после долгих споров, было принято решение: сдерживая северо-восточную группу русских (то есть Властова), ударить на другой их авангард (Эриксона с Сабанеевым). Для этого Клингспор выделил только 5000 человек и начальство над ними вверил своему начальнику штаба Адлеркрейцу.
4 августа войска Адлеркрейца тронулись двумя колоннами: правую вёл Кронстедт, левую — Гриппенберг. Войска Сабанеева (пришедшие из Куопио на усиление корпуса Каменского), соединясь с Эриксоном, расположились впереди Алаво, стараясь единовременно прикрыть, как дорогу на Виртойс—Таммерфорс (то есть на юг), так и на Тейсе — Кеуру — Ервескюля.
5 августа на рассвете шведы стали теснить передовые части русского двухтысячного отряда (3-й, 23-й и 26-й егерские полки, 5 орудий и 2 эскадрона) и к Эриксону стали поступать донесения о том, что неприятель в значительных силах наступает по обеим дорогам. Опасаясь быть прижатым тылом к озеру Алаярви и лишённым возможности воспользоваться обоими путями, он отошёл версты на три в этом направлении, к деревне Херкенен, где и занял теснину между озером и скалистой высотой. В 14:00 противник занял Алаво и начал атаку позиции у Херкенеиа.
В виду силы позиции с фронта, Адлеркрейц прибёг к обходу лесом, грозившему отрезать Эриксона от последнего пути отступления. Пререкания между Эриксоном и Сабанеевым (подчинённость которых друг другу Каменским установлена не была) невыгодно влияли на успех обороны их отрядов. Эриксон стоял за отступление; Сабанеев, наоборот, настаивал на упорном удержании позиции. Тем не менее движение по лесу обходной колонны вынудило их отступать, но так как отступление было начато слишком поздно, то противник успел смелым штыковым натиском смять один из егерских батальонов; русские потеряли здесь около полуторы сотни пленными.
Отступление Эриксона затруднялось местностью: войскам приходилось втягиваться в дефиле между озером и скалистыми высотами, а противник энергично наседал, преследуя отступающих на протяжении 13 вёрст. 

## Последствия
Получив донесение о поражении Эриксона под Алаво, Каменский решил обеспечить свою операционную линию победоносным боем и, бросив первоначально задуманный манёвр, решил всеми силами свернуть от Ервескюля прямо на Кеуру—Алаво дабы ударить на Клингспора раныпе, чем последний успеет выиграть достаточно пространства для движения ему в тыл. Такое движение, давая выгоды внезапности, в то же время облегчало положение Эриксона. 
Пройдя в пять дней 170 верст, Каменский 13 (25) августа 1808 снова занял Алаво, опрокинув по пути передовой отряд шведов.
Дальнейшее наступление привело к решительным боям у Куортане и Салми.
Одновременно с выходом своим из Ервескюля, Каменский двинул по прежде намеченному пути отряд Властова с целью прервать связь Клингспора с Сандельсом и затем действовать первому во фланг. Это движение привело к бою при Карстуле.